# Krzyżacy
Krzyżacy (bra: Os Cavaleiros Teutônicos; prt: Os Cavaleiros Teutónicos) é um filme de drama polonês de 1960 dirigido e escrito por Aleksander Ford. Foi selecionado como representante da Polônia à edição do Oscar 1961, organizada pela Academia de Artes e Ciências Cinematográficas.

## Elenco
- Grażyna Staniszewska - Danusia Jurandówna
- Urszula Modrzyńska - Jagienka ze Zgorzelic
- Mieczysław Kalenik - Zbyszko z Bogdańca
- Aleksander Fogiel - Maćko z Bogdańca
- Andrzej Szalawski - Jurand ze Spychowa
- Leon Niemczyk - Fulko de Lorche
- Henryk Borowski - Zygfryd de Löwe
- Mieczysław Voit - Kuno von Lichtenstein